# Драгушены (Страшенский район)
Драгушены (рум. Drăguşeni, Дрэгушень) — село в Страшенском районе Молдавии. Наряду с сёлами Редены и Замчоджь входит в состав коммуны Редены.

## География
Село расположено на высоте 74 метров над уровнем моря.
У села протекает река Икель.

## Население
По данным переписи населения 2004 года, в селе Дрэгушень проживает 1010 человек (487 мужчин, 523 женщины).
Этнический состав села:
| Национальность | Число жителей | Процентный состав |
| -------------- | ------------- | ----------------- |
| молдаване      | 935           | 92.57             |
| румыны         | 61            | 6.04              |
| украинцы       | 4             | 0.4               |
| русские        | 3             | 0.3               |
| болгары        | 1             | 0.1               |
| прочие         | 6             | 0.59              |
| Всего          | 1010          | 100%              |